# Chaetorellia acrolophi
Espèce
Chaetorellia acrolophi est une espèce de diptères de la famille des Tephritidae.

## Description
L'imago est brun verdâtre clair avec des ailes à bandes brunes et des yeux verts irisés, un abdomen de couleur jaune orangé. Il mesure de 4 à 5 millimètres de long.
Les mouches apparaissent début juin, avec la formation de bourgeons de centaurée. L'accouplement a lieu immédiatement et la ponte commence dans les deux jours. La femelle pond environ 70 œufs. Les œufs sont placés individuellement ou en petits groupes de deux à quatre sous les bractées de bourgeons non ouverts de 4 à 5 millimètres de diamètre. Lorsque la larve émerge de l'œuf une dizaine de jours plus tard, elle s'enfouit dans le bourgeon et se nourrit des fleurs en développement. Au fur et à mesure que la larve grandit, elle commence à se nourrir des graines en développement, consommant souvent tout le contenu du bourgeon pendant son stade larvaire de deux semaines. Il se nymphose à l'intérieur du bourgeon vide.

## Répartition
La mouche est originaire d'Europe, de l'Espagne à l'est de la Biélorussie et en Turquie.
Elle est introduite en Amérique pour la première fois en tant que lutte biologique contre la centaurée en 1992 à partir de mouches récoltées en Autriche et en Suisse et déposées dans le Montana. Elle est actuellement établie dans une grande partie de l'ouest des États-Unis.

## Parasitologie
Chaetorellia acrolophi est un parasite des plantes Centaurea cariensis, Centaurea diffusa, Centaurea hanrii, Centaurea leucophaea, Centaurea pectinata, Centaurea stoebe, Centaurea vallesiaca, Centaurea virgata.

## Classification
L'espèce Chaetorellia acrolophi a été décrite en 1989 par Ian M. White (d) et Kirsten Marquardt (d),.

### Étymologie
Son épithète spécifique, acrolophi, fait référence au sous-genre botanique Acrolophus du genre Centaurea (famille des Asteraceae), dont cette espèce est un parasite.

### Publication originale
- [White et Marcquart, 1989] (en) Ian M. White et Kirsten Marquardt, « A revision of the genus Chaetorellia Hendel (Diptera: Tephritidae) including a new species associated with spotted knapweed, Centaurea maculosa Lam. (Asteraceae) », Bulletin of Entomological Research, Cambridge University Press et Institut international d'entomologie (d), vol. 79, no 3,‎ septembre 1989, p. 453-487 (ISSN 0007-4853 et 1475-2670, OCLC 1537749, DOI 10.1017/S0007485300018459, lire en ligne). .